# 小亚萤属
小亚萤属（学名：Plastocerus）是小亚萤科的一属。

## 下属物种
本属包括以下物种：
- Plastocerus thoracicus Fleutiaux, 1918